# Eclipse lunar de febrero de 2017
| Eclipse penumbral de luna 11 de febrero de 2017                            | Eclipse penumbral de luna 11 de febrero de 2017 |
| -------------------------------------------------------------------------- | ----------------------------------------------- |
| Eclipse en Rabka-Zdrój, Polonia, 00:51 UTC                                 |                                                 |
| Previo                                                                     | Eclipse \| Eclipse total \| Saros               |
| Posterior                                                                  | Eclipse \| Eclipse total \| Saros               |
| La Luna pasando de derecha a izquierda a través de la sombra de la Tierra. |                                                 |
| Saros                                                                      | 114 (59 de 71)                                  |
| Duración (h:min:s)                                                         |                                                 |
| Penumbra                                                                   | 18:55:27                                        |
| Contactos                                                                  |                                                 |
| P1                                                                         | 22:35:27 UTC                                    |
| Máximo                                                                     | 0:45:03 UTC                                     |
| P4                                                                         | 02:54:39 UTC                                    |

Un eclipse lunar penumbral fue el acontecimiento ocurrido entre el 10 y el 11 de febrero de 2017, el primero de los dos eclipses lunares y único penumbral de 2017.

## Visualización

### Mapa
El siguiente mapa muestra las regiones desde las cuales se vio el eclipse. En gris, las zonas que no observaron el eclipse; en blanco, las que sí lo vieron; y en celeste, las regiones que observaron el eclipse durante la salida o puesta de la luna.

### Perspectiva de la Luna
Ésta simulación muestra la perspectiva desde la Luna al momento máximo del eclipse. El fenómeno fue visible completamente sobre Europa, América, Oriente Próximo y África.

Time-lapse del eclipse en Melbourne

### Imágenes del eclipse

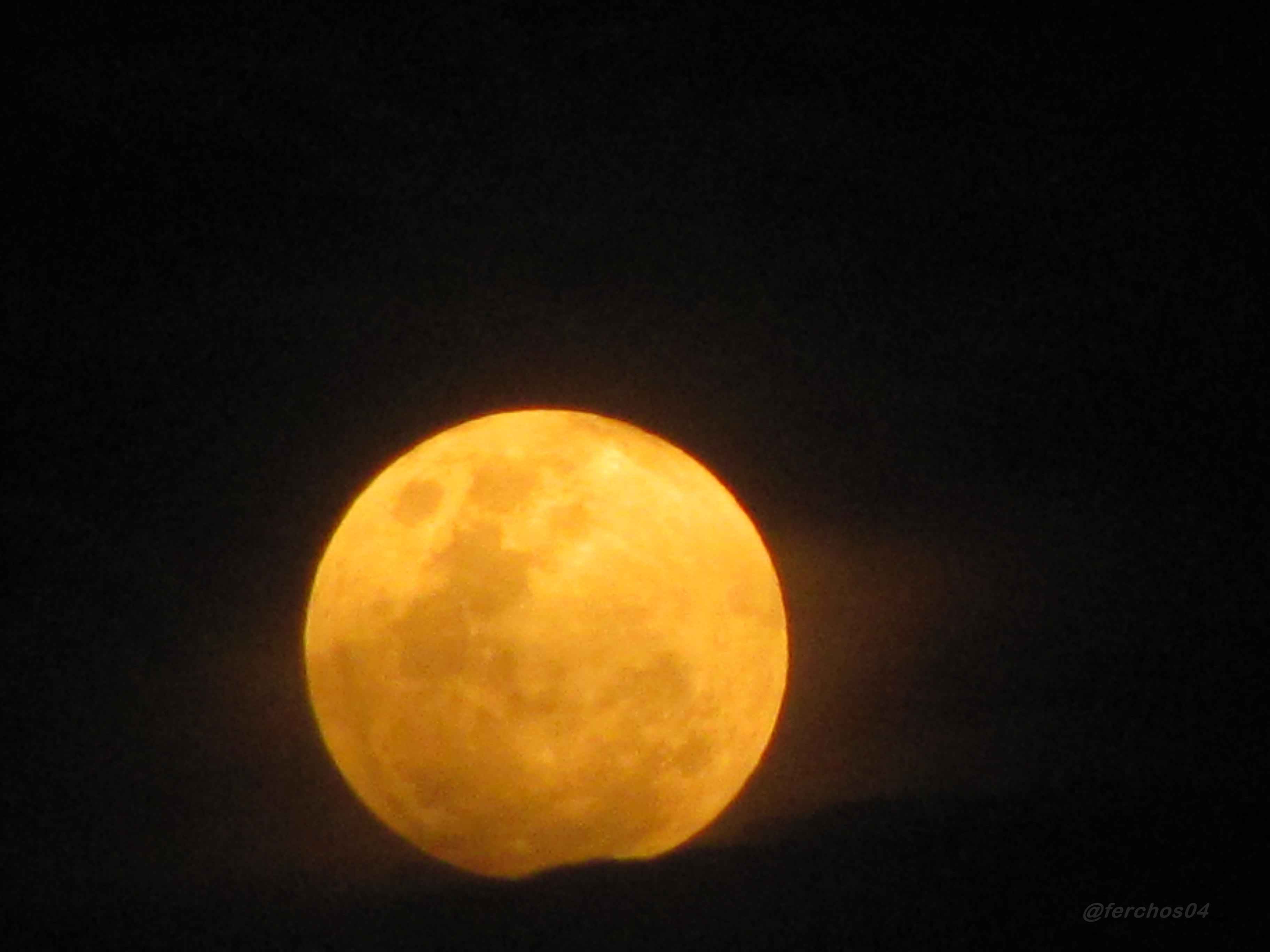
Popayán, Colombia, 23:44 UTC
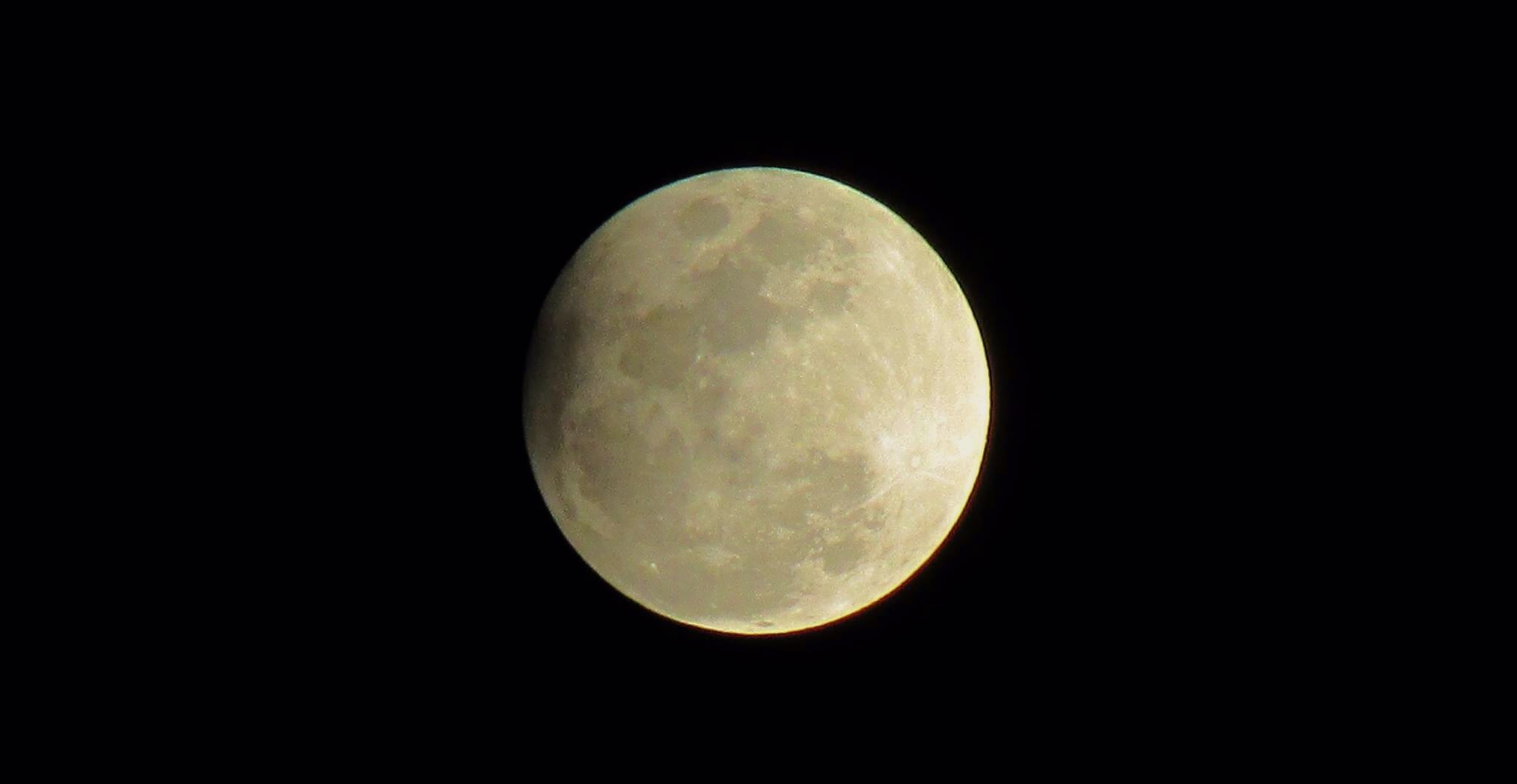
Kissimmee, Florida, 0:00 UTC
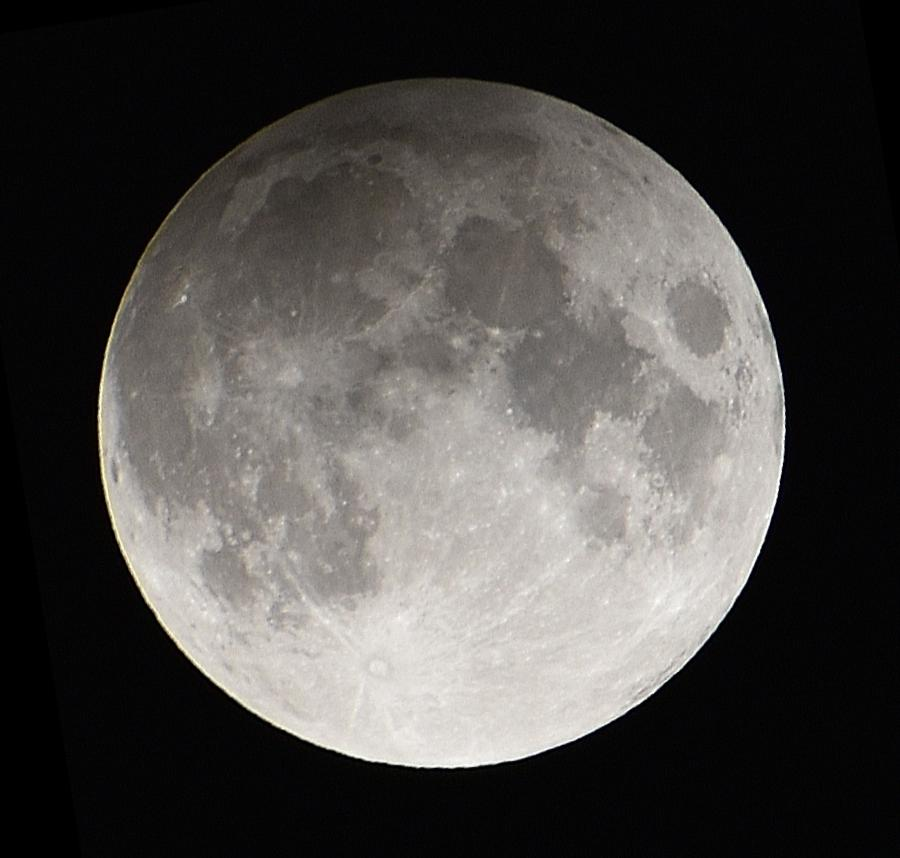
Tampa, Florida, 0:11 UTC
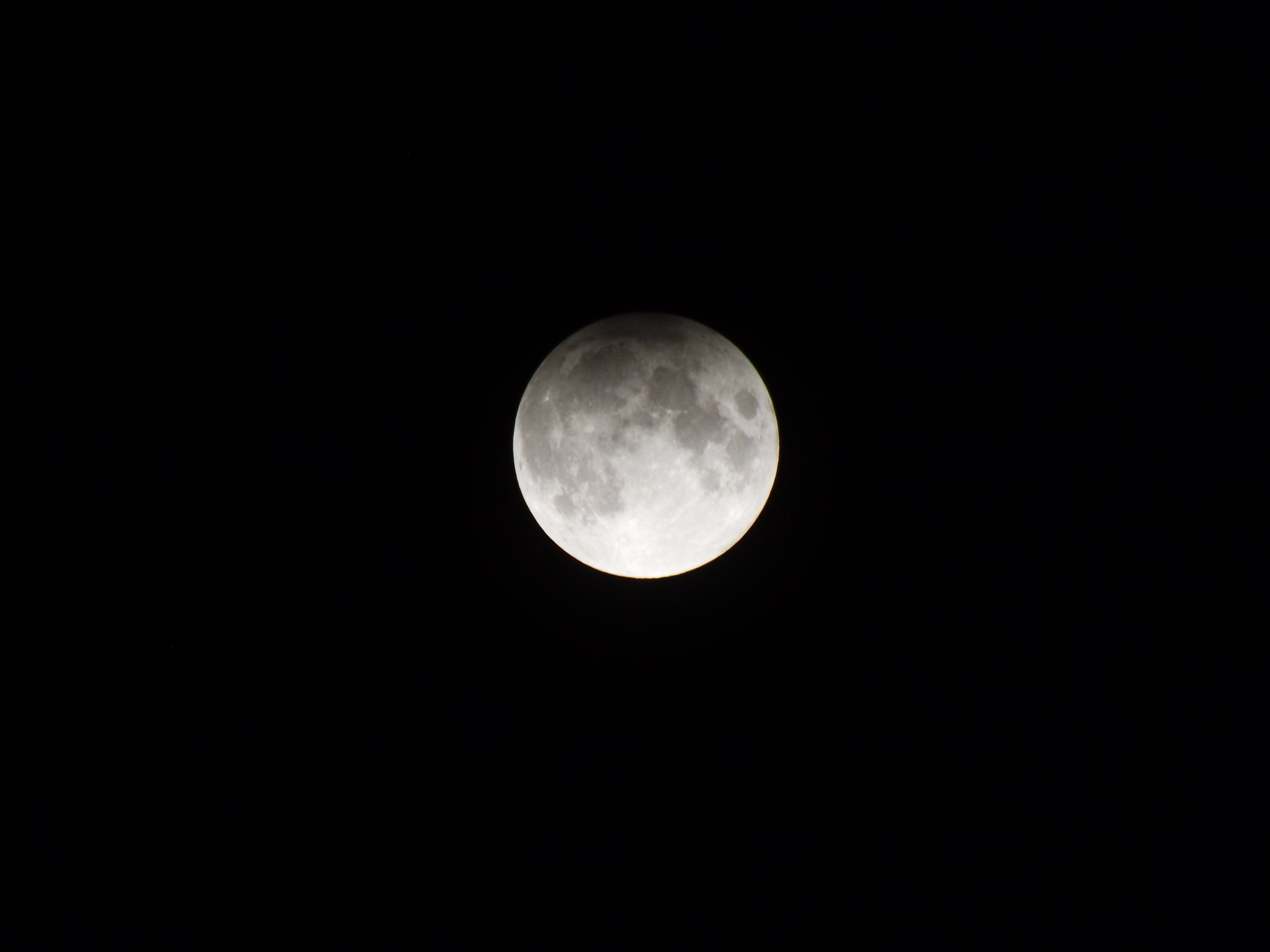
Roma, Italia, 0:29 UTC
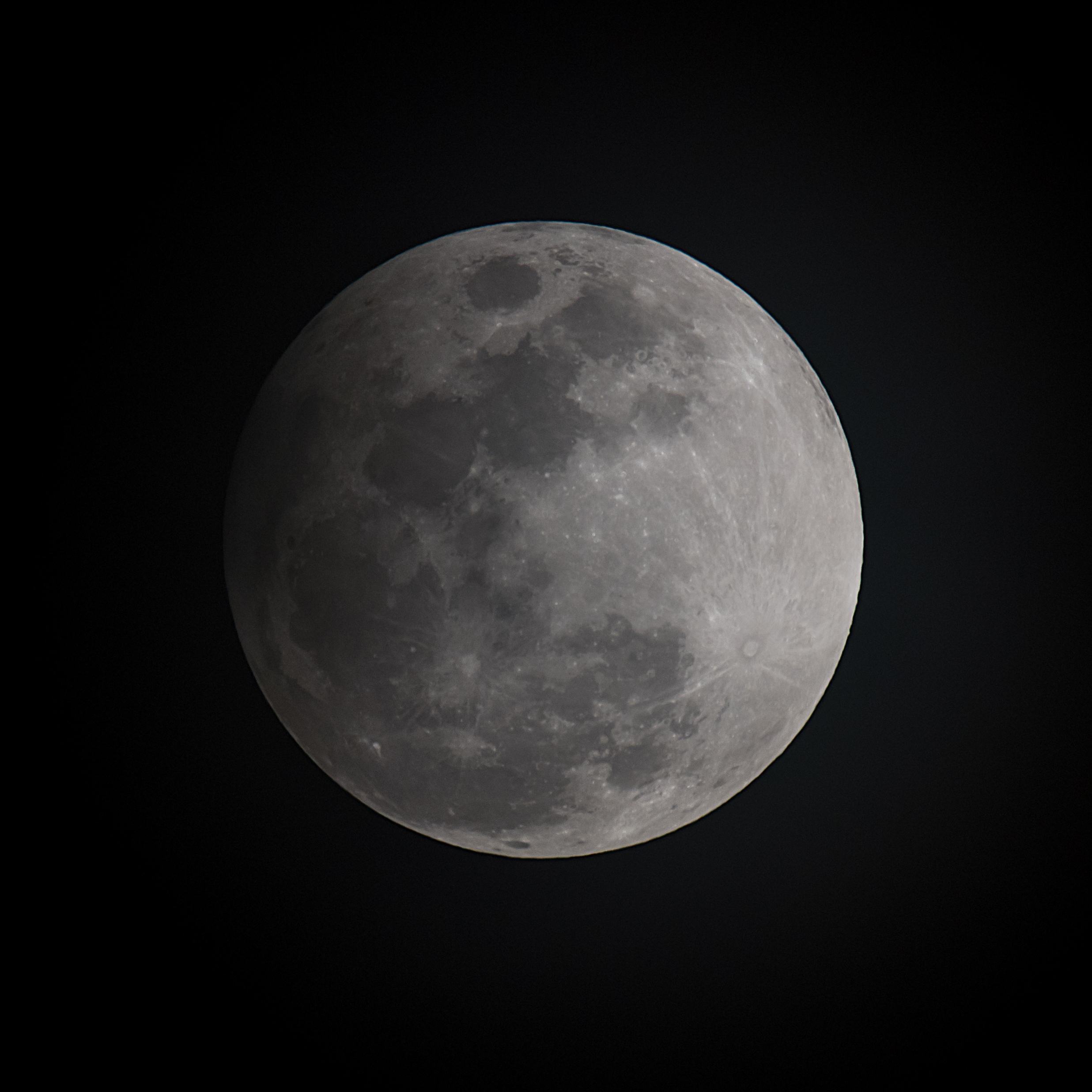
Macon, Georgia, 0:38 UTC
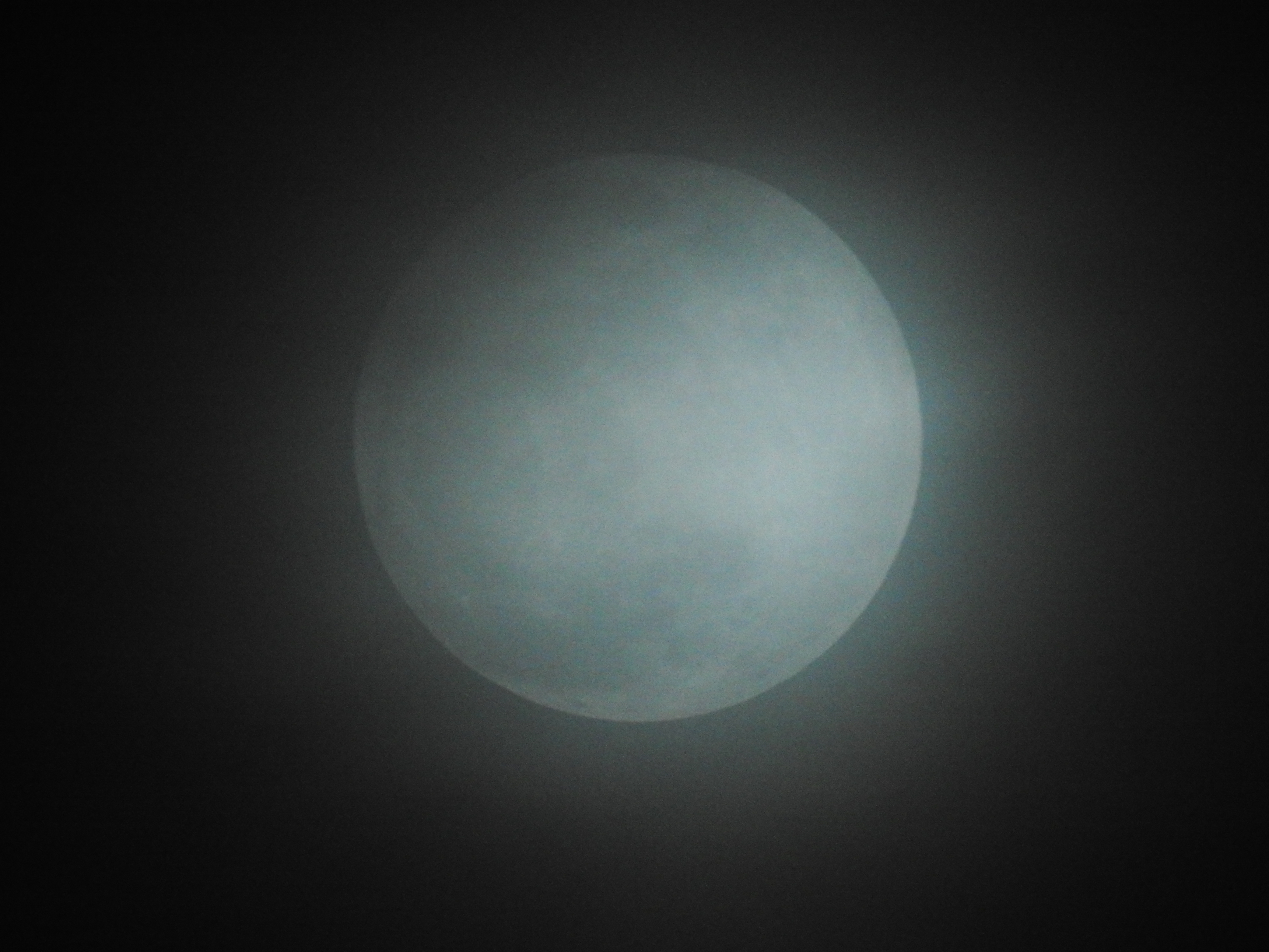
Naperville, Illinois, 1:23 UTC

- Datos: Q5439831
- Multimedia: Lunar eclipse of 2017 February 11 / Q5439831